# 第一代哈特福侯爵法蘭西斯·西摩-康威
法蘭西斯·西摩-康威（英語：Francis Seymour-Conway，1718年7月5日—1794年6月14日），第一代哈特福侯爵，1765年至1766年擔任愛爾蘭總督。

## 家庭
1741年，法蘭西斯與葛拉夫頓公爵查爾斯·斐茲洛伊的女兒伊莎貝拉結婚，兩人共有5子4女：
1. 法蘭西斯（英语：Francis Ingram-Seymour-Conway, 2nd Marquess of Hertford）（1743年—1822年）
2. 安妮（1744年—1784年）
3. 亨利（英语：Lord Henry Seymour (politician)）（1746年—1830年）
4. 莎拉（1747年—1770年）
5. 羅伯特（英语：Lord Robert Seymour）（1748年—1831年）
6. 葛楚德（1750年—1793年）
7. 法蘭西絲（1751年—1820年）
8. 休（英语：Lord Hugh Seymour）（1759年—1801年）
9. 喬治（英语：Lord George Seymour）（1763年—1848年）